# 高大宜圓環站
高大宜圓環站（匈牙利語：Kodály körönd）是匈牙利布達佩斯地鐵1號線的一個車站，位於高大宜圓環地下。車站的名稱來自於佐爾坦·高大宜。高大宜圓環站可以換乘105路公車。